# Cape Dorset
Cape Dorset, dat door de Inuit Kinngait (hoge bergen) genoemd wordt, is een nederzetting in het Canadese territorium Nunavut. De plaats heeft ruim 1400 inwoners en ligt op een afstand van 450 kilometer ten westen van Iqaluit op het kleine Dorset Island, vlak voor de kust van Baffineiland.

## Geschiedenis
Cape Dorset is de naamgever van de archeologische Dorsetcultuur. Deze cultuur bestond van 500 v. Chr. tot 1000 n. Chr. De antropoloog Diamond Jenness wist in 1925, toen hij op zoek was naar de verdwenen Paleo-Eskimocultuur, te bewijzen dat dit gebied al meerdere millennia bewoond werd.
In 1913 werd in Cape Dorset en handelspost geopend door de Hudson's Bay Company. In 1938 werd er een katholieke kerk gevestigd, die in 1960 werd opgegeven nadat in 1953 een anglicaanse kerk was gebouwd. De eerste school en een ziekenhuisje werden in 1950 gebouwd met het begin van de huidige nederzetting.

## Hoofdstad van de Inuitkunst
Cape Dorset wordt wel 'de hoofdstad van de Inuitkunst' genoemd omdat hier door James Archibald Houston in 1951 een cultureel centrum geopend werd, het West Baffin Eskimo Co-operative. Het echtpaar James en Alma Houston woonde een tiental jaren in deze streek en was zeer onder de indruk geraakt van de creativiteit en de kwaliteit van het scheppende werk van de plaatselijke kunstenaars. Zij moedigden de Inuitkunstenaars aan en ondersteunden hen in hun creatieve ontwikkeling.
Een van deze kunstenaars was Osuitok Ipeelee, die met zijn fijnzinnige in ivoor, speksteen en serpentiniet gesneden figuren internationale roem wist te verwerven. Houston introduceerde ook enkele westerse grafische technieken en opende een studio voor Inuitgrafiek. De snij- en prentkunst uit deze regio wordt tegenwoordig internationaal gepromoot door de organisatie 'Dorset Fine Arts'.

## Archeologie
Vanaf Cape Dorset kan men bij eb te voet, anders met een boot, en in de winter met de sneeuwscooter naar het buureiland Mallikjuaq ('grote golf') gaan, waar zich een archeologisch themapark bevindt van het Mallikjuaqterritorium met een ruime hoeveelheid aan artefacten uit de Thulecultuur en de Dorsetcultuur.

## Transport
De plaats is vanuit de lucht bereikbaar door een kleine landingsbaan genaamd Cape Dorset Airport.

## Overige
Cape Dorset speelt een rol in het boek De Zwerm van de Duitse auteur Frank Schätzing. Het wordt daarin genoemd als de woonplaats van de walvisonderzoeker Leon Anawak.

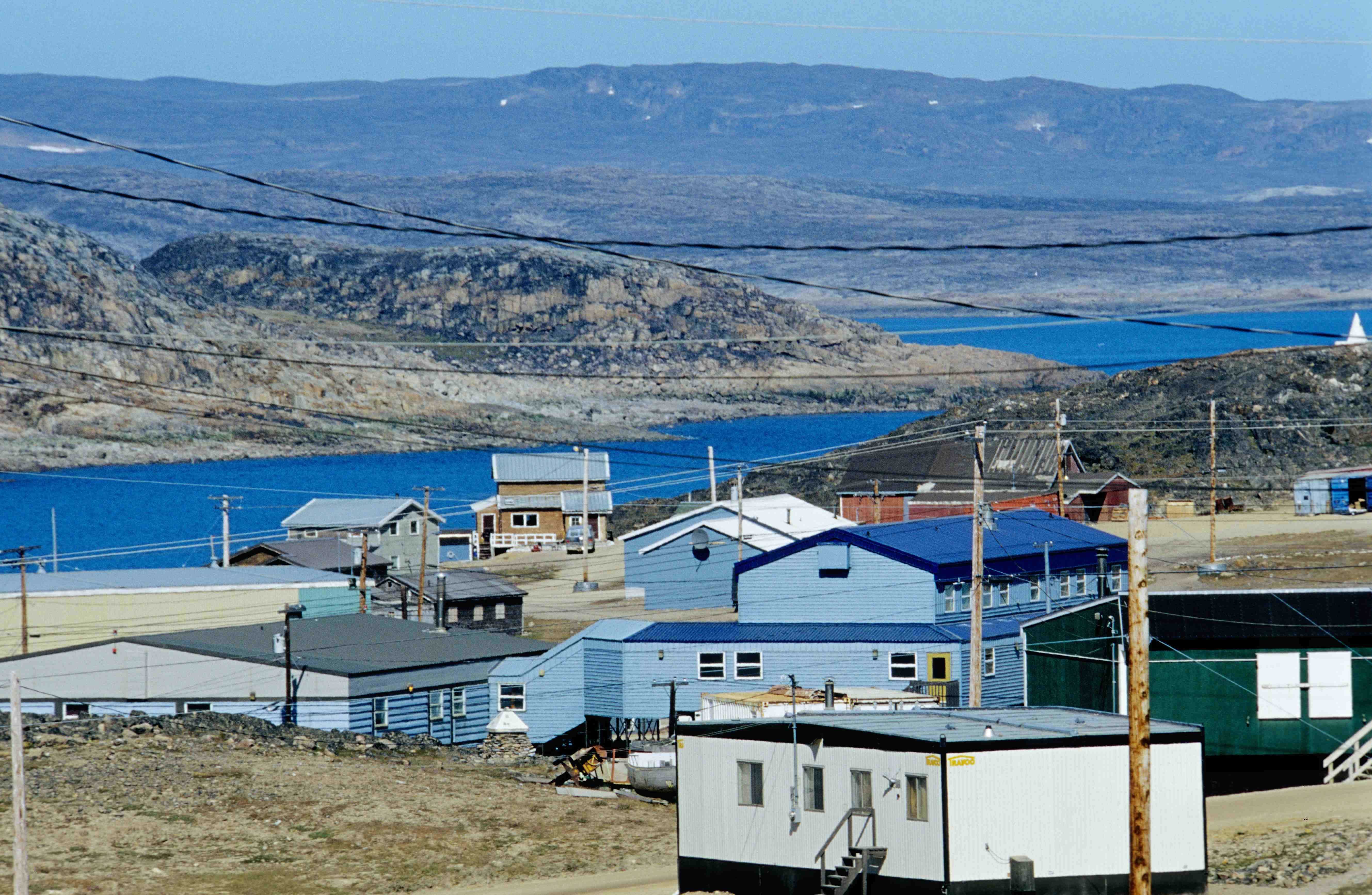
Cape Dorset in de zomer; in het midden het buureiland Mallikjuaq; en op de achtergrond het schiereiland Foxe
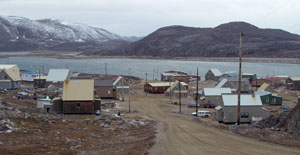
Cape Dorset in september 2005
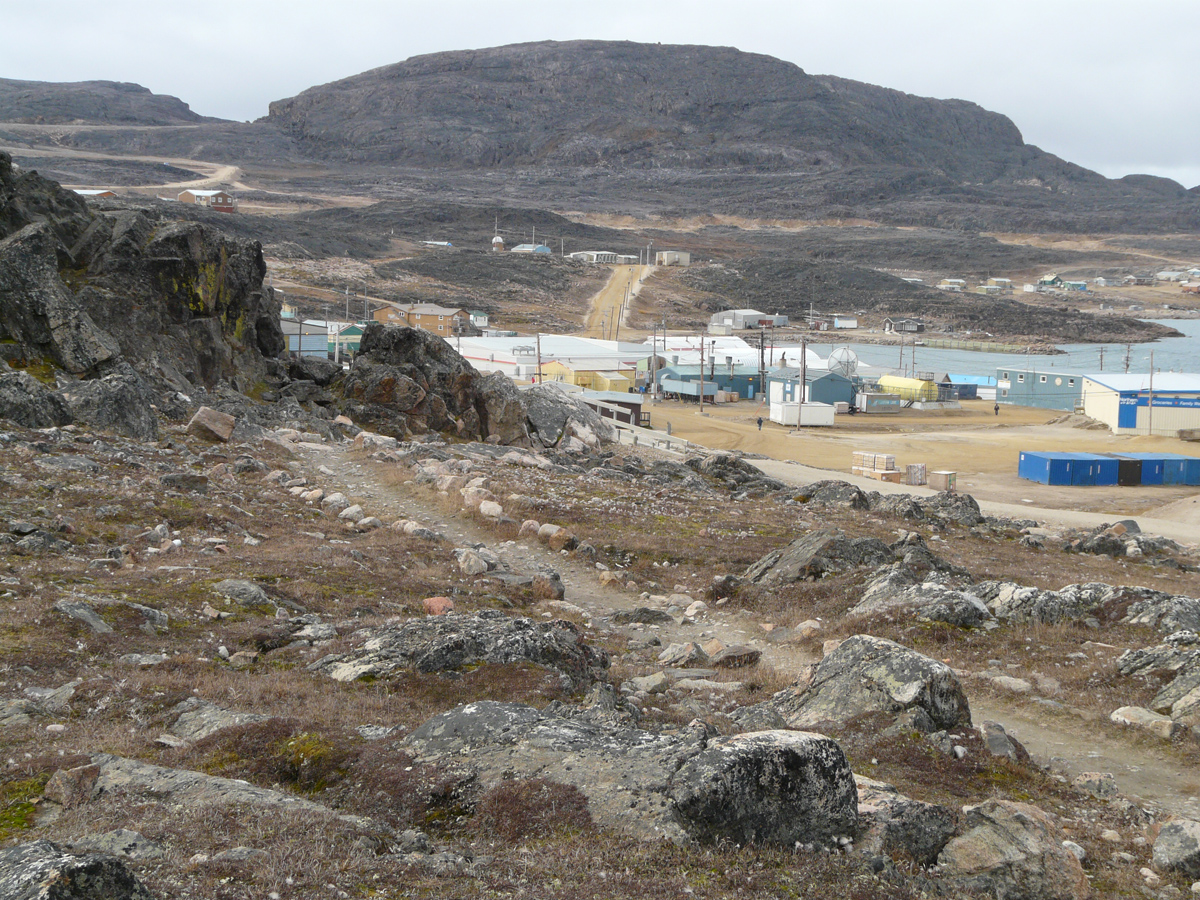
Cape Dorset in september 2010